# Kaiyō (Stadt)
Die Stadt Kaiyō (jap. 海陽町 Kaiyō-chō, englisch Kaiyo Town/Town of Kaiyo) ist seit dem frühen 3. Jahrtausend eine Gemeinde im Landkreis Kaifu der japanischen Präfektur Tokushima. Sie liegt ganz im Süden von Tokushima zwischen der Ostküste der Insel Shikoku und dem Shikoku-Gebirge. Die Stadt Kaiyō besteht seit der Großen Heisei-Gebietsreform, als 2006 die bisherigen Städte (-chō) Kainan (gegr. 1955), Shishikui (gegr. 1889 als Dorf, 1924 Stadt) und Kaifu (gegr. 1955) fusionierten. Die Bevölkerungszahl der Gegend geht wie in weiten Teilen des ländlichen Shikoku schon seit Jahrzehnten zurück; in den 1950er Jahren umfasste die Gesamteinwohnerzahl der Vorgängergemeinden noch über 20.000.
Zu den zahlreichen Bergen im Stadtgebiet oder an den Außengrenzen gehören mehrere Eintausender, darunter der Kanase (金瀬; 1147 m), der Yoshino-maru (吉野丸; 1116 m), der Unagi-todoro-yama (鰻轟山; 1046 m) und der Hinden-maru (貧田丸; 1018 m). Zu den Flüssen in Kaiyō gehören der Kaifu-gawa (海部川), der an der Mündung der frühere Grenzfluss zwischen Kainan links und Kaifu rechts war, sowie im Süden der Shishikui-gawa (宍喰川) mit dem gleichnamigen Ort. Landeinwärts im Nordwesten des Stadtgebiets liegen die „99 donnernden Wasserfälle“, deren Hauptwasserfall eine Fallhöhe von 58 m erreicht. Nur kleine, direkt der Küste vorgelagerte Inseln gehören zu Kaiyō, die größere und bewohnte Teba-jima im Osten vor der Asakawa-Bucht gehört zur nordöstlichen Nachbarstadt Mugi. Weitere Nachbargemeinden sind gegen den Uhrzeigersinn Minami, Naka und jenseits der Präfekturgrenze in Kōchi die Dörfer Umaji, Kitagawa und die Stadt Tōyō.
Nach Kaiyō führt von Norden längs der Küste die Mugi-Linie der JR Shikoku mit drei Bahnhöfen auf dem Stadtgebiet: Sabase, Asakawa und Awa-Kainan. Die teilprivatisierte Fortsetzung der Strecke ab Awa-Kainan nach Südwesten ist die Asa-Ostlinie (Asa-tōsen) der „Asa-Küsten-Eisenbahn“ (阿佐海岸鉄道 Asa kaigan tetsudō) mit den Bahnhöfen Kaifu und Shishikui. Einen Autobahnanschluss hat Kaiyō nicht; Hauptstraßen sind die Nationalstraße 55 längs der Küste und die im Ortskern von Kainan abzweigende Nationalstraße 193, die entlang des Kaifu-gawa nach Norden und dann durch die Berge von Tokushima bis zum Tal des Yoshino-gawa führt.

## Weblinks

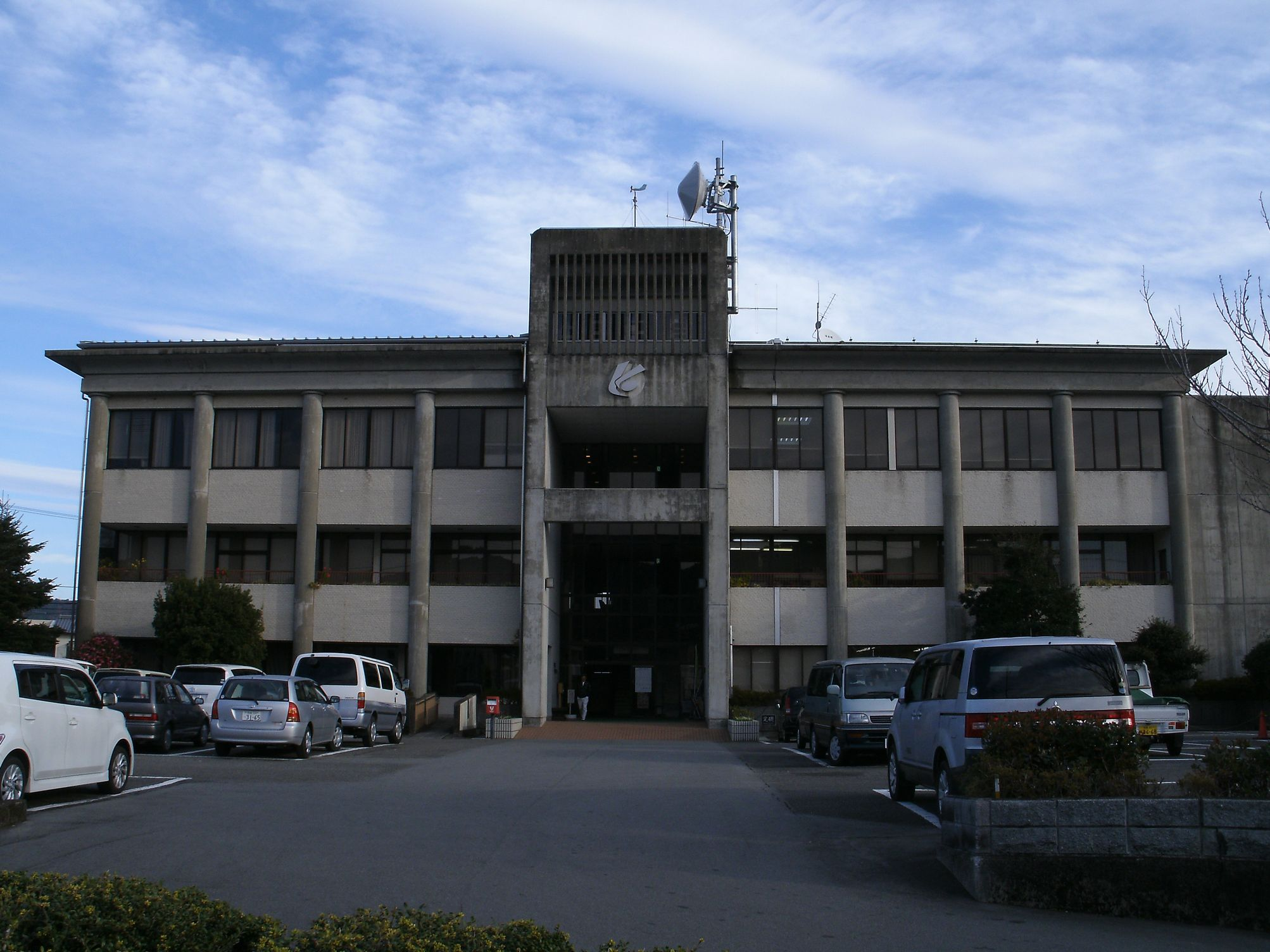
Rathaus von Kaiyo